# 陶里
陶里（1937年—2022年3月12日），本名危亦健，又名阮方，是澳门作家。生于广东花县，早年侨居印度支那。20世纪70年代移居香港，後定居澳门，晚年侨居加拿大直到逝世。在文学领域，陶里是澳门现代文学的代表性作家之一，他也是澳门五月诗社的创始者之及澳门笔会会刊《澳門筆匯》的主編。